# Margherita Gualandiová
Margherita Gualandiová, nepřechýleně Gualandi, zvaná též la Campioli (další varianty jména Margarita Campilli, Gualardi, Margarita Gualdi Campioli, Margherita Guallandi a po sňatku též Margherita Moretti Campioli, Margherita Moretti apod., * ?, Bologna – po roce 1738, ?) byla italská operní zpěvačka a primadona období baroka, považovaná za jednu z nejlepších sopranistek mezi lety 1710 a 1730.

## Umělecká činnost
Margherita Gualandiová je poprvé jako zpěvačka zmíněna 2. listopadu 1705 v Modeně v inscenaci (anonymní) opery Il trionfo d'amore ne' tradimenti, kde ztvárnila postavu Palicilly. Po krátkém působení v Cremoně, společně s Dianou Vico, zahájila oficiálně svou kariéru v Benátkách dne 4. ledna 1710 na scéně divadla Sant'Angelo v premiéře opery Arato in Sparta Giovanniho Marii Ruggieriho (libreto Benedetto Marcello a Nicolò Minato).
V Benátkách pak nadále působila v letech 1710–1716, kde zpívala mnoho sólových titulních rolí (v sezóně 1711–1712 [Armida in Damasco, 17. října 1711], [La costanza in cimento con la crudeltà, 29. prosince 1711], [Arsinoe vendicata, 2. února 1712], v sezóně 1714–1715, [Orlando finto pazzo, 11. listopadu 1714], [Orlando furioso, 26. prosince 1714], [Lucio Papirio, 12. ledna 1715], [Nerone fatto Cesare, 19. února 1715], v sezóně 1715–1716, [Alessandro fra le amazzoni, 27. října 1715], [L'amor di figlio non conosciuto, 4. ledna 1716], [Il più fedel fra i vassalli, 15. ledna 1716].
Po odchodu z Benátek působila v letech 1718–1726 na mnoha místech po celé Itálii (Brescia, Mantova, Livorno, Milán, Turín, Pesaro, Janov, Florencie, Neapol). 20. září 1726 ještě naposledy zpívala v Benátkách, kde ztvárnila postavu Rosmene v Porporově Imeneo in Atene.
V sezóně 1728–1729 působila v Praze, kam přišla údajně poté, co byla vyhoštěna z Itálie za nevhodné chování. Do Prahy ji na doporučení Antonia Vivaldiho pozval impresário a tenorista Antonio Denzio. Zde byla hvězdou pražského Šporkova šlechtického divadla, kde ztvárnila hlavní role nejméně v šesti operách, mj. Publio Cornelio Scipione (Carlo Francesco Pollarolo), s Matteem Lucchinim a Angelou Capuano. Zde se seznámila s tenoristou Lorenzem Morettim, do něhož se bláznivě zamilovala a v roce 1733 s ním odcestovala do Mnichova, kde zpívala Paganelliho Narciso in fonte a téhož roku se vrátila do Prahy již jako paní Morettiová. Ještě v letech 1733–1735 zpívala ve Šporkově divadle a v malostranském italském divadle. Ač primadona souboru, nedostala zaplaceno za poslední sezóny a z nedostatku jiných závazků zůstala v Praze a později se o honorář soudila s Lucchinim.
Manželé Morettiovi pak ještě v roce 1736 vystupovali nejméně ve dvou inscenacích v brněnské Redutě a poté se vrátili do Itálie.
Poslední známá role Gualandiové-Morettiové byla ve Vivaldiho opeře Siroe, re di Persia v roce 1738 v Anconě.